# Американское бюро судоходства
Американское бюро судоходства (англ. American Bureau of Shipping, ABS) — классификационное общество в США, аналогичное Российскому морскому регистру судоходства, Регистрам Ллойда и Германского Ллойда, Бюро Веритас и др.
Бюро является одним из 13 членов Международной ассоциации классификационных обществ
Образовано в 1862 году, до 1896 г. называлось American Shipping Association. Во время Первой мировой войны бюро слилось с Регистром Больших Озёр, сохранив своё название.
Бюро разрабатывает стандарты, касающиеся конструкции и технического обслуживания судов, и осуществляет классификацию судов на основе этих стандартов. Проводит технический надзор за сооружением, ремонтом и эксплуатацией морских судов, занимается классификацией, обследованием судов на соответствие безопасности мореплавания. Информацию бюро используют для оценки риска по договорам морского страхования.